# Pitkäpaasi
Pitkäpaasi est un ancien cotre-pilote du célèbre constructeur naval Colin Archer qui appartient à la collection de bateaux du Musée maritime de Finlande.

## Historique
Le cotre a initialement été acquis en 1898 comme bateau pilote à voile pour la station de pilotage de l'île Pitkäpaasi près de Virolahti où il a servi de 1898 à 1929.
En 1929, le bateau a été vendu comme voilier de plaisance dans la baie de Vyborg et Hamina. En 1933, il a été racheté par le finlandais Vilho Kääriä et rebaptisé Sport qui fut le premier à traverser seul l'océan Atlantique. Il a revendu le voilier à Rio de Janeiro.
En 1954, le cotre a été racheté au Brésil par le français Gérard Borg et renommé Inae. Celui-ci, avec Pierre Jollois, le ramène en Europe et arrivent en août 1958 à Saint-Tropez. Borg et Jollois ont tous deux écrit un mémoire sur le voyage: Les Tétragonautes de Borg et Courir la mer : heur et malheur d'un équipage de Jollois . En 1972, Borg a vendu le voilier au Dr Gervais, qui à son tour l'a revendu  en 1977 à Joseph Canton et Michéle Moal. Sous le nom d'Inae le voilier navigue jusqu'en 1977, année du décès de Joseph Canton.

## Navire musée
Sa veuve cherche à vendre le voilier et contacte un parent du premier propriétaire, Vilho Kääriä, qui à son tour en informe le musée maritime finlandais qui le rachète en 2000 en tant que futur navire musée. Après des travaux de restauration, il est d'abord exposé à Helsinki à partir de 2003. En 2008 il rejoint le quai des bateaux du Centre maritime de Vellamo (Merikeskus Vellamo) à Kotka.

## Galerie

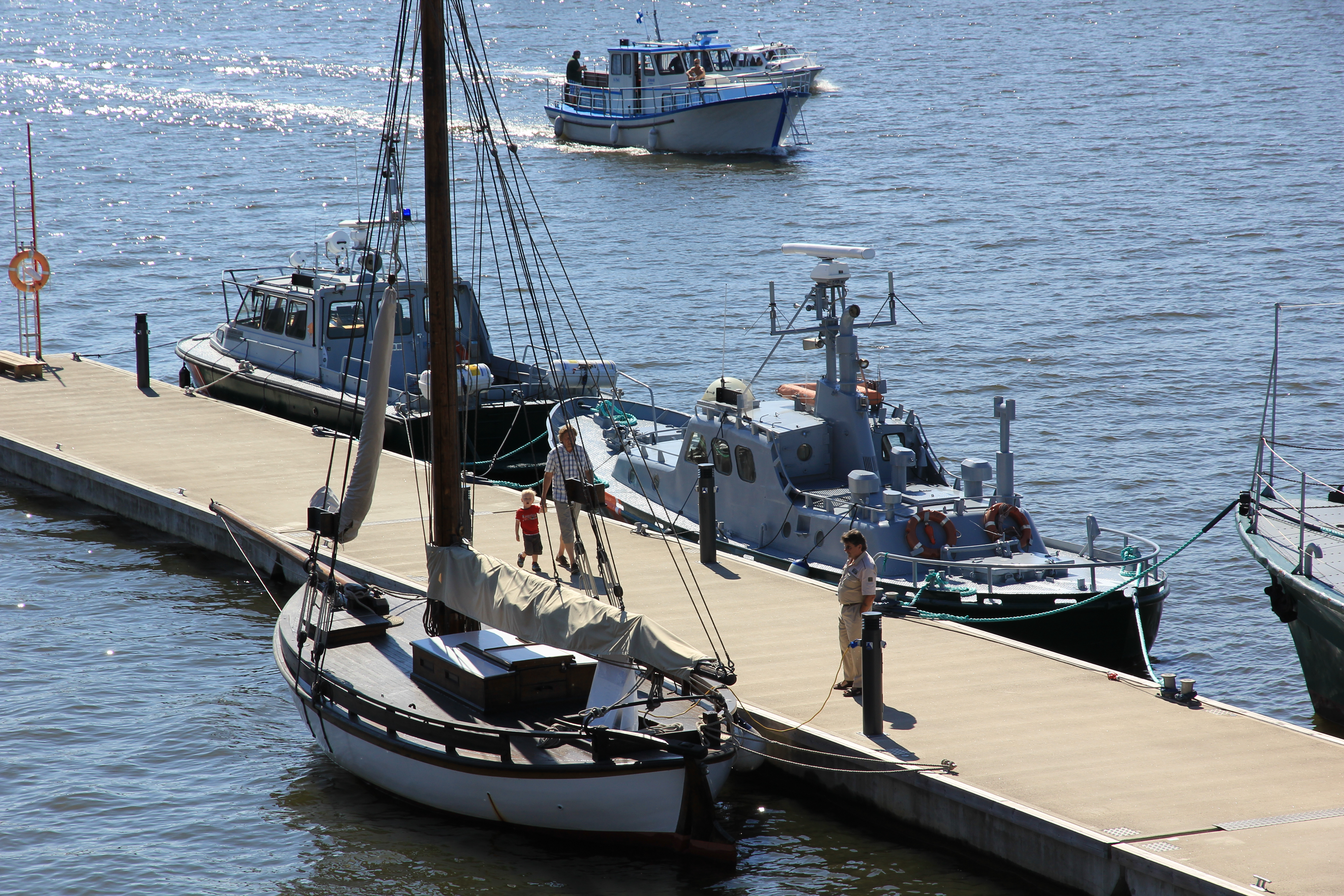
A quai du Centre maritime
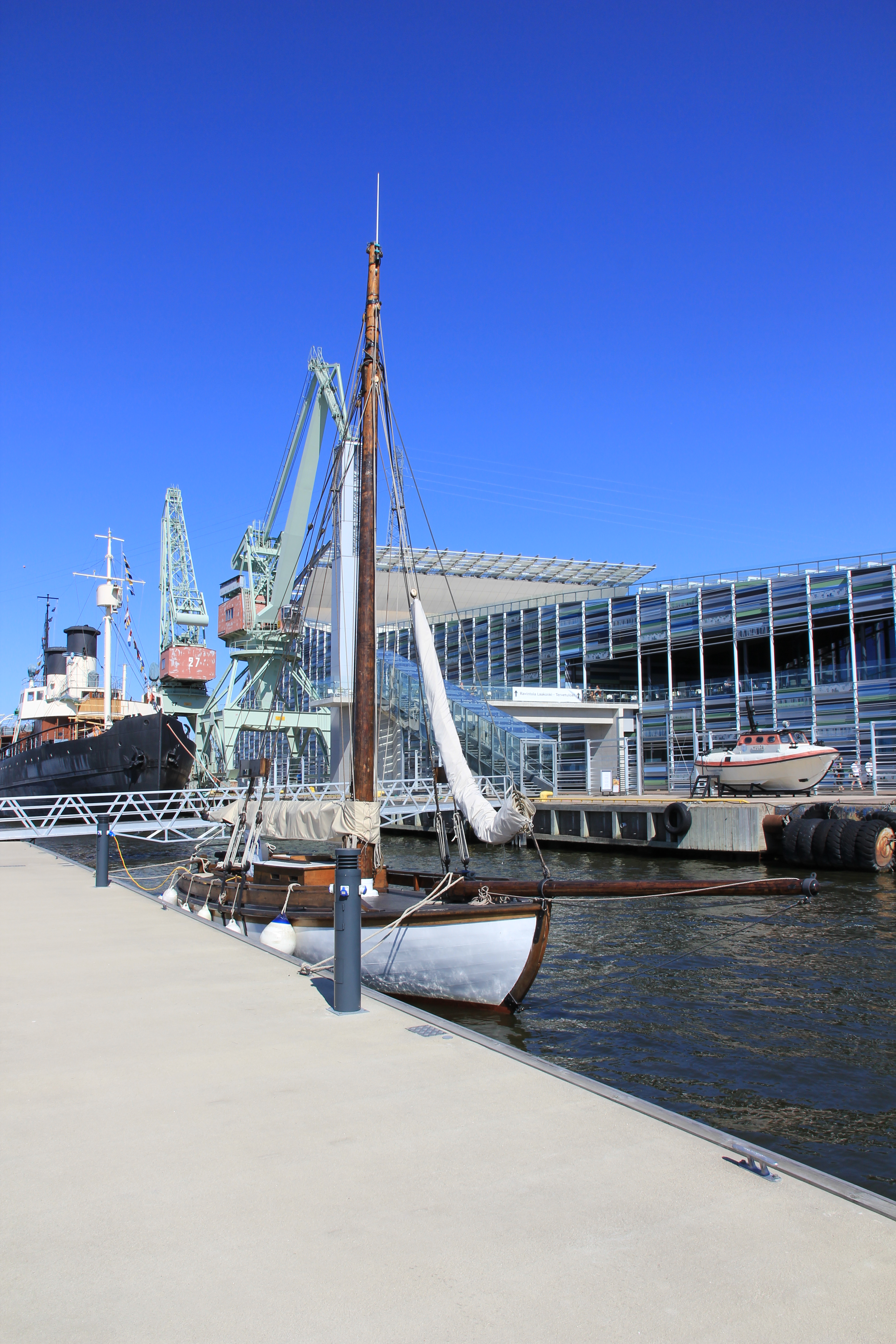
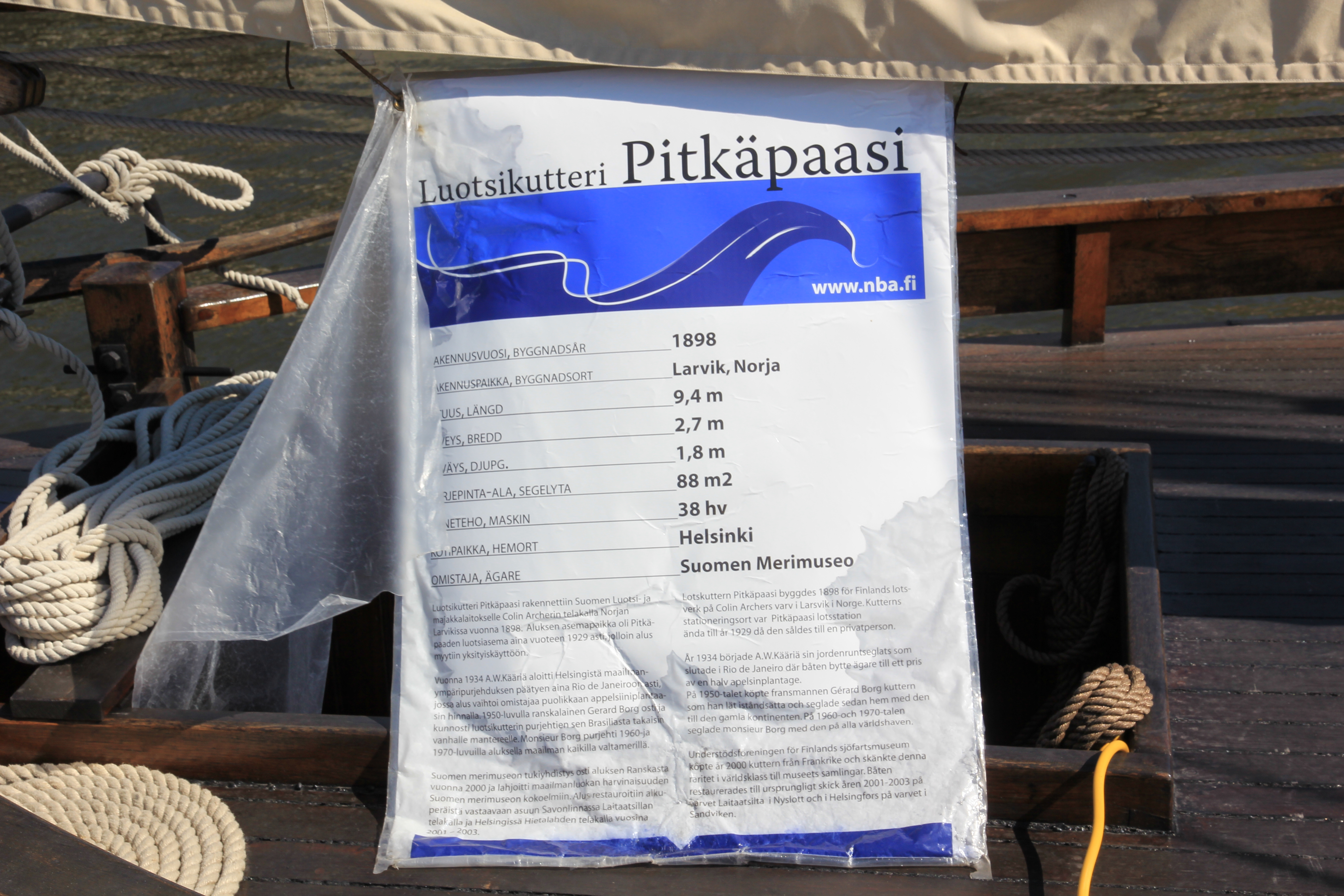